# Kalön tripa
Kalön tripa, sinds september 2012 in Tibetaans ballingschap Sikyong genaamd, is een politieke Tibetaanse titel. De kalön tripa is de leider van de kashag, vergelijkbaar met de minister-president.
De kashag was het kabinet van de regering van historisch Tibet en de functietitel wordt nu nog gebruikt door de Tibetaanse regering in ballingschap. De titel is niet meer gangbaar in de regering van de Tibetaanse Autonome Regio.
Formeel wordt de kalön tripa tegenwoordig democratisch gekozen. Voorheen was hij ondergeschikt aan de dalai lama of de regent in Tibet.
Sinds 2011 was de kalön tripa van de regering in ballingschap Lobsang Sangay. Vanaf mei 2021 is dat Penpa Tsering. 